# Anajatuba (ort)
Anajatuba är en ort i Brasilien.   Den ligger i kommunen Anajatuba och delstaten Maranhão, i den nordöstra delen av landet, 1 400 kilometer norr om huvudstaden Brasília. Anajatuba ligger 11 meter över havet och antalet invånare är 5 627.
Terrängen runt Anajatuba är mycket platt. Runt Anajatuba är det ganska glesbefolkat, med 25 invånare per kvadratkilometer.. Det finns inga andra samhällen i närheten.
Omgivningarna runt Anajatuba är huvudsakligen savann.